# El Pont de Bar

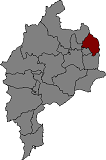
Położenie gminy na mapie comarki Alt Urgell

El Pont de Bar – gmina w Hiszpanii,  w Katalonii, w prowincji Lleida, w comarce Alt Urgell.
Powierzchnia gminy wynosi 42,64 km². Zgodnie z danymi INE, w 2005 roku liczba ludności wynosiła 158, a gęstość zaludnienia 3,71 osoby/km². Wysokość bezwzględna gminy równa jest 861 metrów. Współrzędne geograficzne El Pont de Bar to 42°22'27"N, 1°36'22"E.

## Dynamika populacji
- 1991 – 169
- 1996 – 142
- 2001 – 159
- 2004 – 153
- 2005 – 158

## Miejscowości
W skład gminy El Pont de Bar wchodzi osiem miejscowości, w tym miejscowość gminna o tej samej nazwie:
- Ardaix – liczba ludności: 7
- Les Arenys – 9
- Aristot – 29
- Els Banys de Sant Vicenç – 6
- Bar – 28
- Castellnou de Carcolze – 17
- El Pont de Bar – 33
- Toloriu – 29